# ماسكارا دورادا
ماسكارا دورادا أو ڴران ميتاليك (بالٳسبانية: Gran Metalik) ولد يوم 3 نوفمبر سنة 1988 في غوادالاخارا، خاليسكو بالمكسيك. وهو مصارع محترف يعمل حاليًا لصالح شركة دبليو دبليو ٳي تحت اسم ڴران ميتاليك ببرنامج دبليو دبليو إي راو. لا يستخدم اسمه الحقيقي بشكل رسمي، وهذا تقليد في المصارعة الحرة المكسيكية بحيث لا تكون الأسماء الحقيقية للمصارعين المقنعين في الغالب مسألة عامة. ٳشتُهر في المكسيك واليابان بفترة العقد التي قضاها في كونسيخو مونديال دي لوتشا ليبري لمدة عشر سنوات تحت اسم الحلبة ماسكارا دورادا. ظهر لأول مرة في 14 يوليو عام 2005، مستخدمًا في البداية الشخصية المقنعة بلاتا الثاني، قبل أن يستخدم لاحقًا اسم الحلبة ميتاليك في بطولة الغرب المحلية للوزن الخفيف.

## الحياة المُبكّرة
وُلد ميتاليك في الثالث من تشرين الثاني/نوفمبر 1988 في غوادالاخارا خاليسكو بالمكسيك. دخل عالم المصارعة مبكّرًا لكنَّ اسمهُ لم يكن معروفًا في البداية، فهو المصارع المقنّع الذي شاركَ في مباراة لوتشا لايبريه (بالإسبانية: Lucha de Apuestas)‏ والتي خسرها دون أن يكشف عن هويّته على اعتبارِ أنَّ السريّة حول المُصارعين المقنّعين تُعتبر بندًا من بنود لوتشا لايبريه حيث تُمنع الصحف المكسيكية من نشرِ الأسماء الحقيقيّة للمصارعين المُقنَّعين.

## المسيرة المهنيّة

### كونسيخو مونديال دي لوتشا ليبري (2005–2016)

#### البداية (2005–2008)
ظهر ماسكارا دورادا لأول مرة بالمصارعة المحترفة في 14 يوليو سنة 2005، بعد فترة من التدريب على يد ڴران كوتشيس و ٳيل ساتانيكو. كانت شخصية الحلبة الأولى له هي شخصية بلاتا 2، وهي نسخة من شخصية بلاتا الأصلية التي كانت تصارع في أوائل إلى منتصف التسعينيات. كانت مسيرته بهذه الشخصية قصيرة بحيث تمت إعادة تسميته كميتاليك، وهو شكل مختلف من المظهر والمعتمد على لون المعدن الذي ٳستخدمه في بلاتا 2. كما عمل ميتاليك بشكل أساسي في فرع غوادالاخارا من كونسيخو مونديال دي لوتشا ليبري، وٳكتسب خبرة أثناء العمل على المستوى المحلي. في 13 أبريل سنة 2008، وفي مسابقة كونسيخو هزم ميتاليك خصمه ٳيل ديبريدادور ليصبح بطل الغرب للمصارعة. بعد حوالي شهر، فاز ميتاليك بأول مباراة مراهنة له على الإطلاق في لوتشا لايبريه، وتوج بجائزة شعر الشيخ. دخل ميتاليك في مسابقة المصارعة الكبرى البديلة لعام 2008، حيث تعاون الوافد الجديد ميتاليك مع أحد المحاربين القدامى وهو ألبرتو دل ريو للوصول إلى النهائيات قبل أن يخسروا أمام ٳلتيمو جيريرو ودراغون روخو.

#### ماسكارا دورادا (2008–2016)
وقَّعت كونسيخو مونديال دي لوتشا ليبري (بالإسبانية: Consejo Mundial de Lucha Libre)‏ عام 2007 على عقدٍ مع المصارع المكسيكي الذي كان في بدايتهِ حينها. كانت كونسيخو مونديال دي لوتشا ليبري تنوي تقديمهُ باسمِ ماسكاريتا ساجرادا لكنّ ذلك لم يحصل بسببِ بنود الاتفاق المبرم بين الطرفينِ وبين شركات منافِسة أخرى تنشطُ في مجال المصارعة المحترفة في المكسيك. اختارت كونسيخو مونديال دي لوتشا ليبري بدلاً من ذلك تسمية مصارعها الجديد باسمِ ماسكاريتا دورادا (بالإسبانية: Mascarita Dorada)‏. سُرعان ما برز المصارع فحقَّق شهرة ونجاحًا كبيرين، ما دفعَ الشركة للإعلانِ في خريف عام 2008 أنها ِتُحضّر ما سمَّتها «نسخة كبيرة» من ماسكاريتا دورادا. قدم ميتاليك في السابع من تشرين الثاني/نوفمبر 2008 أول ظهورٍ له في شخصيّة ماسكارا دورادا (وهي عبارةٌ إسبانيّة تعني القناع الذهبي)، حيثُ ساعدَ فريقه على هزيمةِ الفريق الثلاثي المكوّن من أفيرنو، ميفيستو وإيفيستو. جرَّدت كونسيخو مونديال دي لوتشا ليبري (أو مجلس المصارعة العالمي) المصارع روكي روميرو من بطولة العالم للوزن الخفيف معلنة أن بطولةً جديدةً ستُنظَّمُ للتصارع والفوزِ بهذا اللقب في السابع من نيسان/أبريل 2009. بالتزامنِ مع ذلك، فازَ ماسكارا دورادا بلقبِ تورنيرو سايبرنتيكو بعدما تغلَّبَ على تسعة مصارعين آخرين ليُصبح أبرز المؤهلين للصراعِ على بطولة العالم للوزن الخفيف وهي البطولة التي سيُتوَّج بها فيما بعد. أهلتهُ بطولة الوزن الخفيف للمشاركة على بطولة أخرى هي بطولة يونيفرسال شامبيونشيب الافتتاحيّة المنظمة من قِبل كونسيخو مونديال دي لوتشا ليبري لكنّه أُقصي في الجولة الأولى على يدِ المصارع بلاك واريور.
أعلن مسؤولٌ كبيرٌ في كونسيخو مونديال دي لوتشا ليبري في التاسع عشر من كانون الأول/ديسمبر 2009 أنه جرى تجريدُ فرقة بودر ميكسيكا (المكوّنة من بلاك واريور وسانجر أزتيكا ودراجون روخو جونيور) من البطولة الوطنيّة للفرق الثلاثيّة (بالإسبانية: National Trios Championship)‏ بعدما غادرَ بلاك واريور الشركة كاسرًا بنود عقده. أعلنَ المسؤول التنفيذي في الوقت نفسه عن تنظيمِ بطولةٍ جديدةٍ ستُشارك فيها ثمانية فرقٍ للتويجِ بلقب الفرق الثلاثيّة المسحوبِ من فرقة بودر ميكسيكا. بدأت المباريات التمهيديّة على هذا اللقب في الثاني والعشرين من كانون الأول/ديسمبر 2009 حيثُ تعاونَ ماسكارا دورادا مع ستوكا جونيور ومترو لأول مرةٍ مطيحين بفريقِ لوس جيريروس المكوّنِ من أركانغيل دى لا مويرتي وكو ماكس وسكاندالو في الجولة الأولى ثمّ أطاحوا في الجولة الثانيّة بفريق لوس كانسيربيروس ديل إنفيارنو المكوّن من فيروس، أوفوريا وبولفارا حاجزين معقدًا لهم في النهائيات. أُقيمت المباريات النهائيّة في التاسع والعشرين من كانون الأول/ديسمبر 2009 حيث تأهل فريقُ ماسكارا كما تأهل فريق بودر مكسيكا الجديد الذي أصبحَ مكوّنًا من سانجر أزتيكا ودراجون روخو جونيور وميستريوز جونيور الذي عوَّض رحيل بلاك واريور.

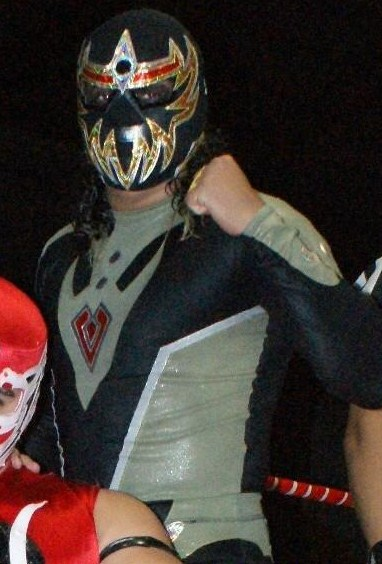
دورادا عام 2010

فازَ فريقُ ماسكارا دورادا وستوكا جونيور ومترو على فريقِ بودر ميكسيكا الجديد في نهائيات البطولة ليُصبحوا الأبطال الوطنيين المكسيكيين الجُدد (نسبةً لاسمِ البطولة) وهو ما جعلَ دورادا بطلًا مزدوجًا. تعاونَ دواردا في وقتٍ لاحقٍ من ذلك الشهر مع المصارع أتلانتس للمشاركةِ في بطولة الأزواج الوطنيّة (بالإسبانية: Torneo Nacional de Parejas Increibles)‏ ونجح الاثنانِ في إقصاءِ دراجون روخو جونيور ولا سومبرا في الجولة الافتتاحية، ثمَّ أطاحوا في الدور الثاني بالفريقِ المكوّن من ميستر نييبلا وماكسيمو قبل أن ينجحا في التفوق على ميستيكو وأفيرنو في الدورِ نصف النهائي لينجحا بذلك في حجزِ مكانٍ لهم في نهائي البطولة. فاز دورادا وأتلانتس على نيغرو كاساس ولا ماسكارا في النهائيات بعد أسبوعينِ من نصف النهائي ليُتوجا أخيرًا بالبطولة.
تعاونَ ماسكارا دورادا في الرابع عشر من أيّار/مايو 2010 مع لا سومبرا ولا ماسكارا لهزيمةِ أبطال العالم للفرق الثلاثيّة لا أولا أماريَّا وهو الفريقُ المكوّن من هيروشي تاناهاشي وأوكومورا وتايتشي في مباراةٍ عاديّة لكنها تُمكّن الفائز من ضمانِ مكانٍ له في المباراة الرئيسيّة على اللقب في الأسبوع التالي. نجحَ فريقُ ماسكارا في الفوزِ في المباراة العاديّة ضاربين بذلك موعدًا ضدَّ نفس الفريق بعد أسبوعٍ واحدٍ على لقب الثلاثي هذه المرة. كرر فريقُ ماسكارا تفوقهُ على فريق لا أولا أماريَّا خاطفين من الأخير اللقب. بحكمِ فوزه بثلاث بطولاتٍ من بطولات كونسيخو مونديال دي لوتشا ليبري، شاركَ ماسكارا دورادا في بطولة يونيفرسال شامبيونشيب عام 2010 كما شاركَ في هذه البطولة زميلاهُ اللذان تُوّجا معه باللقب الثلاثي: الأول كان ستوكا جونيور الذي لعبَ مباراته الافتتاحيّة يوم الثلاثين من تموز/يوليو 2010 فخسرها ليكون بذلك أول المغادرين، فيما تأهل المقنع المكسيكي ماسكارا دورادا للجولة الثانية لكنه خسرها أمام أولتيمو غيريرو ليُغادر هو الآخر البطولة مبكّرًا. عادَ دورادا في السابع من أيلول/سبتمبر 2010 ليُعوّض عن إخفاقهِ الكبير في بطولة يونيفرسال حينما هزمَ نيجرو كاساس ليُتوَّج ببطولة العالم للوزن الثقيل الخاصّة بشركة كونسيخو مونديال دي لوتشا ليبري وهو ما جعلهُ بطلًا رباعيًا (حاملًا لأربعة ألقابٍ في نفس الوقت) في حدثٍ هو الأول من نوعه في تاريخ الشركة. أعلنَ دورادا في الثامن عشر من تشرين الثاني/نوفمبر 2010 أنه سيتخلى عن اللقب الثلاثي الذي ظلَّ في حوزة مترو وستوكا جونيور مع ضرورة بحثهما عن شريكٍ جديدٍ لتعويض انسحابِ ماسكارا.
انتهى عهد ماسكارا دورادا بصفته حاملًا لبطولة العالم للوزن الثقيل عام 2011 خلال حدث فانتاستيكا مانيا (بالإسبانية: Fantastica Mania)‏ المنظّم بالشراكةِ بين كونسيخو مونديال دي لوتشا ليبري ونيو جابان برو ريسلينغ حيث خسر المصارع المكسيكي المقنّع أمام ريوسوكي تاجوشي. هزم ماسكارا دورادا وأتلانتس بعد شهرٍ تقريبًا بلو بانثر ودراجون روخو جونيور في النهائيات ليفوزا ببطولةِ تورنيو ناسيونال دي باريجاس إنكريبلز للعام الثاني على التوالي. لم يُشارك دواردا في السابع من نيسان/أبريل في بطولة العالم للوزن الخفيف هذه المرة بعدما صُعّدَ للمشاركة في بطولة العالم للوزن المتوسّط لاحقًا. هبطَ مستوى المصارع المكسيكي قليلًا حيث فقد مع فريقه بطولة الثلاثي – التي تراجعَ عن التخلّي عنها – لصالح فريق لوس هيجوس ديل أفيرنو (أفيرنو وإيفستو وميفيستو)، كما فقد في الحادي عشر من تشرين الثاني/نوفمبر 2012 بطولة العالم للوزن الثقيل لصالحِ بولفورا خلال حدث ليلة الأحد (بالإنجليزية: Sunday Night)‏ في أرينا مكسيكو.
سُرعان ما استعادَ المصارع المكسيكي مستواه حيثُ كرَّر فوزهُ على نيجرو كاساس ليُتوَّج ببطولة العالم للوزن الخفيف الخاصة بناشيونال ريسلينج أليانس لأول مرةٍ خلال صيف 2013، كما فاز في السادس عشر من حزيران/يونيو مع فريقه الجديد لوس إستيتاس ديل آير الذي شكَّله مع ميستيكو وفاليانتت ببطولة العالم للفرق الثلاثيّة. انتهى عهد دورادا كحاملٍ لبطولة العالم للوزن الخفيف الخاصة بناشيونال ريسلينج أليانس في خريف 2013 حينما خسر اللقب لصالحِ فالادور جونيور، كما خسر دواردا وفريقهُ في الثامن والعشرين من آذار/مارس 2014 بطولة العالم للفرق الثلاثيّة.
هزم دورادا في كانون الثاني/يناير 2015 نيجرو كاساس ليُتوَّجَ ببطولة العالم للوزن الثقيل (الخاصّة بكونسيخو مونديال دي لوتشا ليبري) للمرة الثالثة. وقَّع دورادا في وقتٍ لاحقٍ من الشهر عقدًا جديدًا لمدة عامٍ واحدٍ مع نيو جابان برو ريسلينج بفضلِ الشراكة بين الأخيرة وكونسيخو مونديال دي لوتشا ليبري. عاد المكسيكي لكونسيخو مونديال دي لوتشا ليبري وخاض أول مباراة له في المكسيك منذ أكثر من عامٍ في شباط/فبراير 2016، ثم ضيَّع بعد ثلاثة أشهر من عودته بطولة العالم للوزن الثقيل حينما خسر أمام ميفيستو في المباراة النهائيّة. لعبَ دورادا آخر مباراة له مع كونسيخو مونديال دي لوتشا ليبري في الحادي عشر من تشرين الثاني/نوفمبر 2016 حيث تعاون مع أتلانتس وديامانتي أزول لهزيمةِ باربارو كافيرناريو وإيل فيلينو ونيجرو كاساس.

### نيو جابان برو ريسلينج

#### البداية (2010–2014)
سافرَ ماسكارا دورادا وفالينتي في أيّار/مايو 2010 إلى اليابان للمشاركة في أول بطولة سوبر جي تا تيم من تنظيمِ نيو جابان برو ريسلينج وذلك بمناسبةِ الظهور الأول لماسكارا دورادا في عالم المصارعة المحترفة في اليابان. خسر الثنائيّ في الجولة الأولى من البطولة أمام ريوسوكي تاجوتشي وبرينس ديفيت في أقل من ثماني دقائق. شاركَ بعدها ماسكارا دورادا رفقة لا سومبرا في تشرين الثاني/نوفمبر 2010 في بطولة سوبر جي تاج ليج، حيث فاز الاثنانِ في مباراتينِ من أصل أربع مبارياتٍ في مرحلة المجموعات لكن ذلك لم يكن كافيًا حيث احتلَّا المركز الثالث في مجموعتهما فغابا عن نهائيات البطولة من جديد. عاد دورادا وسومبرا إلى اليابان في الرابع من كانون الثاني/يناير 2011 للمشاركةِ في ريستل كينجدم في طوكيو حيث هزمَا جوشن ثوندر ليغر وهيكتور غارزا في مباراة فرق ثنائيّة.
شاركَ دورادا في مباراة أخرى من المباريات التي تسهرُ عليها شركة نيو جابان برو ريسلينج في نيسان/أبريل من ذلك العام في مباراة فرقٍ مع تاما تونجا حيث هزما ليجر وكينج فايل. تحدى دارودا في حدث ريسلينج دونتاكو 2011 المصارع ليجر على بطولة العالم للوزن المتوسّط الخاصة بكونسيخو مونديال دي لوتشا ليبري لكن المباراة لم تُقَم في نهايةِ المطاف. تضمَّنت جولة دورادا في اليابان (معَ شركة نيو جابان برو ريسلينج) المشاركة في بطولة بيست أو ذا سوبر جونيورز في أواخر أيار/مايو وأوائل حزيران/يونيو 2011 حيثُ تمكَّن المصارع المكسيكي من الفوز بأربع مبارياتٍ من أصل ثمانية بل وصلَ الدور ربع النهائي في البطولة التي زادتهُ شهرةً في اليابان بعدما أطاحَ بليجر وبالمصارع الياباني رييوسكي تاجوتشي حامل بطولة العالم للوزن الثقيل ومع ذلك فقد أنهى البطولة في المركز السادس من بين تسعة مصارعين في مجموعته. هزمَ دارودا في الثامن عشر من حزيران/يونيو خلال عرضِ دومينيون 6.18 المصارع تاجوتشي مستعيدًا بذلك بطولة العالم للوزن الخفيف الخاصّة بالشركة المكسيكيّة كونسيخو مونديال دي لوتشا ليبري. ساهمَ استعادته لهذا اللقب في مشاركتهِ في بطولة جي سبورتس كراون أوبن وايت معَ هيروشي تاناهاشي وكوشيدا حيث هزم هذا الثلاثي فريق براين كندريك وجيدو وجادو في مباراةِ الجولة الأولى، قبل أن يُغادر الثلاثة البطولة من دورها الثاني حينما خسروا أمام مات بلوم وجوشين ثاندر لايجر وكارل أندرسون. انتهت جولة دورادا في نيو جابان برو ريسلينج في اليوم التالي عندما هُزم هو وتاناهاشي وهيرويوشي تينزان وتايجر ماسك وواتارو إينو في مباراة فُرقٍ من عشرة لاعبين على يد فريقِ تشاوس المكوّنِ مت ديك توغو وجيدو وجاد وماساتو تاناكا ويوجيرو تاكاهاشي.
عاد دورادا إلى نيو جابان برو ريسلينج في الرابع من كانون الثاني/يناير 2012 من بوابة بطولة ريستل كينجدم في طوكيو حيثُ تعاون هذه المرة مع جوشين ثاندر ليجر وكوشيدا وتايجر ماسك لهزيمة أتلنتس (صديقهُ القديم) وتايشي وتاكا ميشينوكو وفالينتي في مباراة فرقٍ من ثمانية لاعبين (أربعة ضد أربعة). تعاونَ دورادا مع راش خلال حدث فانتاستيكا مانيا 2012 لكنّ الثنائي خسر أمامَ هيروكي جوتو وكوشيدا في الدور الأول. دافعَ دورادا بنجاحٍ في الليلة المواليّة عن بطولة العالم للوزن الخفيف حينما أطاحَ بكوشيدا الساعي وراء اللقب.
شاركَ دورادا في كانون الثاني/يناير 2013 في عرض فانتاستيكا مانيا (النسخة الثانيّة على التوالي) وهو العرضُ الذي استمرَّ لثلاثة أيام. تعاون المصارع المكسيكي في اليوم الأول (18 كانون الثاني/يناير) مع لا ماسكارا وماكسيمو في مباراة فرقٍ من ستة لاعبين لكن الثلاثي خسر أمامَ تايشي وتاكا ميتشينوكو وفولادور جونيور. هُزم دورادا وديامانتي في الليلة الثانيّة في مباراة فرقٍ أخرى وجاءت الهزيمةُ هذه المرة على يدِ ميفيستو وأوكومورا. شاركَ دورادا خلال الليلة الثالثة والأخيرة في مباراة تورنيو سيبرنيتيكو وهي المباراة التي تصارعَ فيها اثني عشر مصارعًا من أجل البقاء. كان دارودا ثامن مصارعٍ يُقضى عليه في المباراة حيث أُقصي من قِبل يوشي هاشي فيما توموهيرو إيشي باللقب في النهاية. ظهر المقنّع المكسيكي في الثالث والعشرين من أيلول/سبتمبر 2013 في عرضِ بوليت كلوب المنظم من قِبل نيو جابان برو ريسلينج. تقرر خلال هذه العرض أنه يُواجه دارودا زميلهُ القديم من كونسيخو مونديال دي لوتشا ليبري ري بوكانيرو. لُعبت المباراة في التاسع والعشرين من أيلول/سبتمبر حيث تعاون المصارع المكسيكي معَ كابتن نيو جابان وتوجي ماكابي وتومواكي هونما ضد بوكانيرو وباد لاك فال وكارل أندرسون وتاما تونجا وشهدت المباراة في وقتٍ ما تثبيت دارودا لخصمهِ بوكانيرو.
شاركَ دورادا أيضًا في كانون الثاني/يناير 2014 في عرض فانتاستيكا مانيا (النسخة الثالثة تواليًا) وهو العرضُ الذي استمرَّ خمسة أيام. اختُتمت الجولة في التاسع عشر من كانون الثاتي/يناير بحدثٍ رئيسي حيث تحدى دورادا فولادور جونيور على بطولة العالم للوزن الخفيف الخاصّة بشركة ريسلينج أليانس لكنّه فشل في الظفرِ بها في نهاية المطاف. أكمل دارودا من نيسان/أبريل إلى تموز/يوليو 2014 جولته مع شركة نيو جابان برو ريسلينج والتي تضمَّنت جولة ليومينِ في تايوان، والمشاركة في عرض ريسلينج دونتاكو، وكذا المشاركة في بيست أوف ذا سوبر جونيورز، حيث أنهى المشاركة في هذه البطولة بحصيلةِ ثلاثة انتصارات وأربع خسائر تسببت له في الغيابِ عن نصف نهائي البطولة، كما شاركَ في عرض كيزونا روود في نفسِ العام. عاد المصارع المكسيكي للمقر الرئسي لشركة نيو جابان برو ريسلينج في الخامس والعشرين من تشرين الأول/أكتوبر 2014 حيث اتحد مع بوشي للمشاركة في بطولة سوبر جونيوز تاج لكن الثنائي خسرا أمام فريق ريدراجون (بوبي فيش وكايل أورايلي) من الأول. بقي دورادا مع شركة نيو جابان برو ريسلينج حتى الثامن من تشرين الثاني/نوفمبر حيث ظلَّ يخوض بعض المباريات العاديّة من فترةٍ لأخرى دون المشاركة في بطولات كبيرة أو حتى عالميّة.

#### الاحتراف (2015–2016)
شاركَ دورادا في كانون الثاني/يناير 2015 في عرضِ فانتاستيكا مانيا المنظمِ من قِبل نيو جابان برو ريسلينج حيث حقق رفقة صديقهِ أتلانتس ببطولة فانتاستيكا مانيا تاج تيم (بطولة الفرق الثنائيّة الخاصة بهذه الشركة)، لكنه كان قبل ذلك وتحديدًا في التاسع عشر من كانون الثاني/يناير قد خسر في مباراةٍ فرديّةٍ أمام لا سومبرا. أُعلن خلال الحدث النهائي أنَّ دورادا وقَّع عقدًا لمدة عامٍ واحدٍ مع نيو جابان برو ريسلينج. اقتُرح بعد هذا التوقيع توحيد بطولة العالم للوزن الثقيل الخاصّة بشركة كونسيخو مونديال دي لوتشا ليبري مع بطولة العالم للوزن الثقيل الخاصّة بنيو جابان طالما أنَّ دورادا حاملٌ للقبين. شاركَ دورادا في الشهر التالي في حدث بيست أوف ذا سوبر جونيورز لعام 2015، حيثُ احتلَّ المركز الثالث في مجموعته بمحصّلةٍ بلغت خمسة انتصارات وخسارتين لكنّه فشلَ مع ذلك في بلوغِ نهائيات البطولة. خسر دورادا في التاسع عشر من كانون الأول/ديسمبر بطولة العالم للوزن الثقيل (الخاصة بكونسيخو مونديال دي لوتشا ليبري) أمام بوشي بعد تلقي الأخير لمساعدة «غير قانونيّة» أو «غير شرعيّة» من صديقهِ في فريق لوس إنجوبرنابلز دي جابون المصارع إيفيل. نجحَ المصارع المكسيكي في الثاني والعشرين من كانون الثاني/يناير 2016 في استرجاعِ لقبه من بوشي بعدما واجهه وتغلَّب عليه في عرض فانتاستيكا مانيا لذاك العام.

### دبليو دبليو إي

#### البداية (2016–2018)
أعلنَ الاتحاد العالمي للمصارعة (دبليو دبليو إي) في الثالث عشر من حزيران/يونيو 2016 عن توقيعهِ عقدًا مع المصارع المكسيكي دورادا حيث قدمه تحت الاسمِ المستعار جران ميتاليك وذلك للمشاركةِ في بطولة كروز وايت كلاسيك القادمة. كشف دورادا في مقابلةٍ لاحقةٍ معه أنه سيتصارعُ في مباريات بطولة كروز وايت كلاسيك فقط وأنه ما يزالُ يعمل بدوامٍ كاملٍ مع شركة كونسيخو مونديال دي لوتشا ليبري في المكسيك، كما كشفَ خلال نفس المقابلة أن الفضل في قدومهِ لدبليو دبليو إي هو المصارع فين بالور الذي كان يُصارع تحتَ الاسم المستعار برينس ديفيت في نيو جابان برو ريسلينج. انطلقت بطولة كروز وايت كلاسيك في الثالث والعشرين من حزيران/يونيو حيثُ فاز في المباراة الافتتاحيّة (الدور الأول) المصارع الجديد في الاتحاد ميتاليك على أليخاندرو سايز. واجهَ المقنّع المكسيكي في الدور الثاني تاجيري ونجحَ أيضًا في إقصائه مواصلًا انطلاقتهُ القويّة. في ظلّ هذا السيناريو والأداء الجيّد الذي قدمه ميتاليك، تحدثت بعضُ وسائل الإعلام على أنَّ المصارع قد وقع عقدًا بدوامٍ كاملٍ مع دبليو دبليو إي. واجهَ ميتاليك يوم السادس والعشرين من آب/أغسطس (الدور الثالث) خصمًا عنيدًا هو أكيرا توزاوا ومع ذلك فقد تمكّن المكسيكي من الإطاحةِ به مارًا بذلك للدور ما قبل النهائي. هزمَ ميتاليك في اليوم الأخير من البطولة زاك صابْر جونيور واصلًا بذلك للمباراة النهائيّة لكنه خسرها أمامَ تي جي بيركنز.
بدأ ميتاليك بعد نهايةِ البطولة العمل في قسم كروز وايت كما ظهرَ في عروض راو، حيث كانت البداية في حلقة التاسع عشر من أيلول/سبتمبر حينما شاركَ في مباراة رباعية ضدَّ سيدريك ألكسندر وريتش سوان وبريان كندريك لتحديد المنافس الأول على بطولة كروز وايت الخاصّة بدبليو دبليو إي وهي المباراة التي انتهت لصالحِ كندريك في نهايةِ المطاف. ظهرَ ميتاليك لأول مرةٍ لايف 205 حيث شارك في حلقة الرابع عشر من شباط/فبراير 2017 في مباراةٍ فرديّةٍ عاديّةٍ فاز فيها على دراو جولاك. ظهر ميتاليك على نفس البرنامج للمرة الثانيّة وذلك في حلقة الخامس من أيلول/سبتمبر حيث شارك في مباراةٍ من نوعيّة مباراة الإقصاء الخماسيّة ضمنَ بطولة كرويسرويغت لكنه أُقصي سريعًا من الحلبة. عاود المصارع المكسيكي الظهور في برنامج لايف 205 وكان ظهوره الثالث هذه المرة في الواحد والثلاثين من تشرين الأول/أكتوبر حينما تغلَّبَ على مصطفى علي في حدث هالوين فايت نايت فاتال فور واي (بالإنجليزية: Halloween Fright Night Fatal Four Way)‏.

#### لوتشا هاوس (2018 إلى الآن)

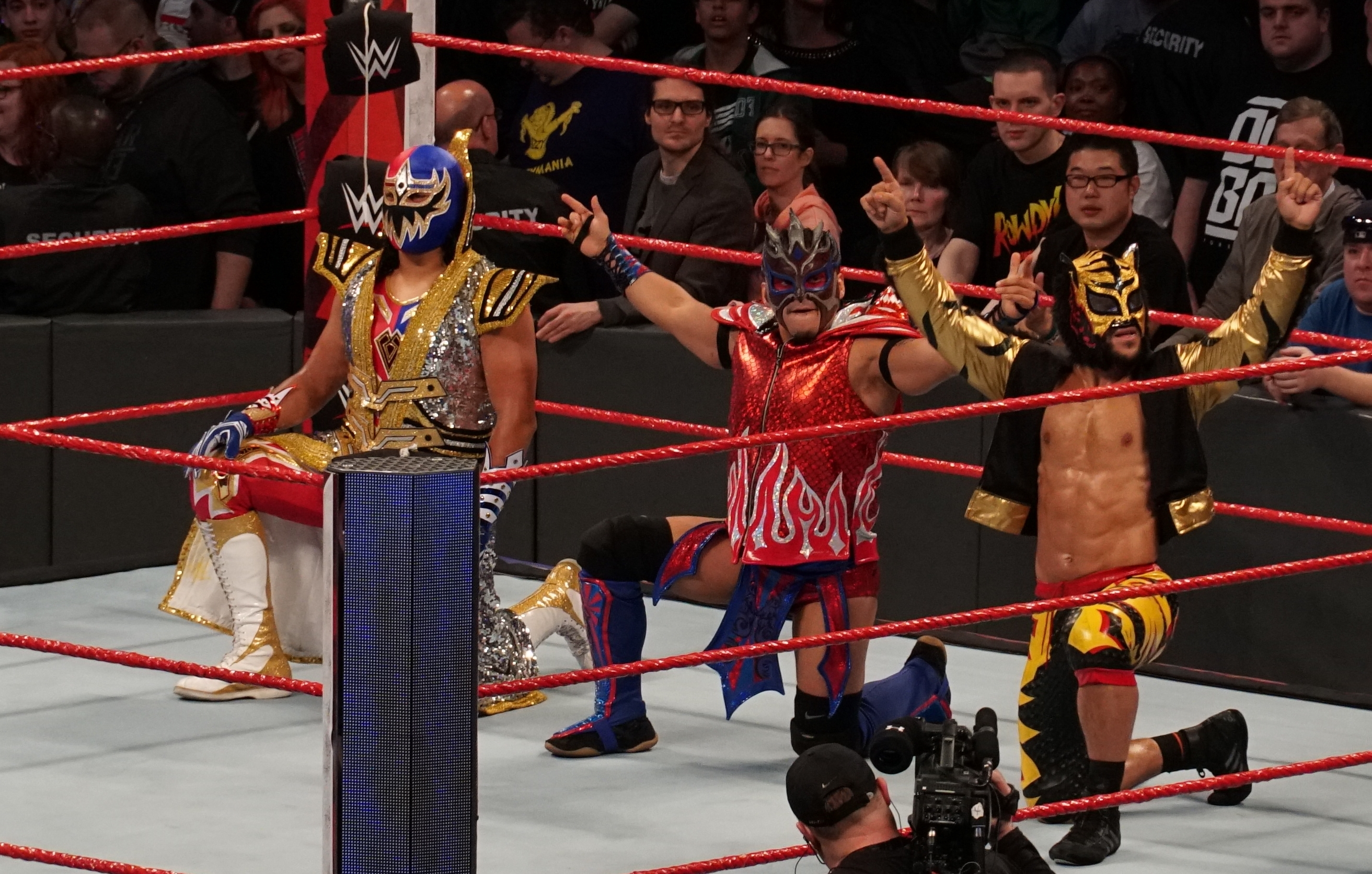
فرقة لوتشا هاوس المكوّنة من ثلاث مصارعين حيثُ يظهر ميتاليك على اليسار وكاليستو في الوسط بينما يتواجدُ لينس دورادو على اليمين (التُقطت الصورة في نيسان/أبريل 2018)

قرَّرَ دبليو دبليو إي في أوائل عام 2018 اختيار ثلاث مصارعين مقنّعين من قائمة المصارعين في لايف 205 للظهور في عروضِ راو الأخرى. وقعَ الاختيارُ على ميتاليك وكاليستو ولينس دورادو الذين سيُشكّلون معًا فريقًا منتظمًا أُطلق عليهِ لاحقًا اسم لوتشا هاوس. بدأ المصارعون الثلاثة – في إطارِ السيناريو المكتوب لهم – ارتداء ملابس ذات ألوان زاهية كما حملوا معهم أبواق فوفوزيلا يستخدمونها للاحتفالِ بعد كلّ انتصار. لعب الثلاثي مباراتهم الأولى كفريقٍ واحدٍ في الثالث والعشرين من كانون الثاني/يناير 2018 خلال إحدى حلقات لايف 205 حيث هزموا آريا ديافاري وتي جيه بيركنز وتوني نيس. هزم لوتشيا هاوس في رويال رامبل 2018 الثلاثي تي جيه بيركنز (تي جي بي) ودراو جولاك وجانتلمان جاك غالاغر. نظَّمت دبليو دبليو إي في أوائل عام 2018 بطولة كروز وايت لكنّ أداء ميتاليك لم يكن في المستوى حيث أُقصي في الجولة الافتتاحية على يدِ سيدريك ألكسندر الذي سيفوز بالبطولة في نهايةِ المطاف.
نافسَ فريقُ لوتشا هاوس في حلقة الثاني عشر من تشرين الثاني/نوفمبر في برنامج راو عددًا من الفرق حيث لعب مباراةً قويّةً ضد بوبي روود وتشاد غيبل، كما خاض لوتشا هاوس مباراة ثانيّة ضدَّ فريق بي المكوّن من بو دالاس وكيرتس آكسل كما دخل الثلاثي في صراعٍ مباشرٍ معَ هيث سلايتر وراينو فضلًا عن صراعٍ آخرٍ مع فريقِ ذا أسنشين (كونر وفيكتور ) وكذا مع فريقِ ذا ريفايفل (داش وايلدر وسكوت دواسون). شاركَ فريقُ لواتشا هاوس في سلسلة سرفايفر حيث مثَّل بالإضافةِ إلى فرقٍ أخرى علامة راو التجاريّة وصارع في إطار البطولة مع حلفائه من فرق راو فرقًا أخرى تُمثل علامة سماكداون التجاريّة التي تألَّقت في هذه البطولة عام 2018. دخلَ في الأسابيع اللاحقة فريق لوتشا هاوس أو لوتشا هاوس بارتي في صراعٍ مع فريقِ ذا ريفايفل حيث ادعى الأخير أنه الأفضل أو «الأصل» في راو وعلى هذا النحو اشتبك الطرفان. نجحَ لوتشا هاوس في إلحاق الهزيمة بذا ريفايفل في العديد من المباريات، وكان أحدُ عوامل التفوق هو الزيادة العدديّة فالفريقُ الأول مكونٌ من ثلاث مصارعين بينما الثاني مكوّنٌ من اثنانِ فقط وعليه فلم تكن المباريات متكافئة حيث اضطر عضوا ذا ريفايفل لمواجهة الثلاثة في معظم الحالات حتى وصفا والجمهور هذه المباريات بالمباريات القائمة على قواعد أو قوانين لوتشا هاوس في إشارةٍ لهذه الزيادة العدديّة في المباريات. هزم ذا ريفايفل أخيرًا لوتشا هاوس بارتي وذلك في حلقة راو التي بُثّت في الرابع من شباط/فبراير 2019 في إطارِ مباراة رباعية على بطولة الفرق الثنائيّة.
بدأ لوتشا هاوس بارتي في حزيران/يونيو عداءً مع المصارعِ لارس سوليفان حيث خسر الثلاثي أمام سوليفان بسببِ التجريد من الأهليّة في مباراة غير متكافئة في سوبر شو داون 2019. هُزم لوتشا هاوس في الليلة التاليّة في راو أمام سوليفيان في مباراةٍ أخرى من نوعيّة المباريات غير المتكافئة (ثلاثة ضدّ واحد). عاد الفريقُ في وقتٍ لاحقٍ من ذلك الشهر إلى برنامج 205 لايف فخسرَ أمام ذا سينغ براذرز (سونيل وسمير) عندما تحايلَ الأخوانِ على الحكم للفوز بالمباراة بطريقة غير شرعيّة. أثار هذا الفوز بعض الجدل فقرَّر القائمون على 205 لايف ترتيب مباراة فُرقٍ ثنائيّة في الأسبوع التالي بين الطرفين. هزم هذه المرة جران ميتاليك ولينس دورادا الأخوين معوّضين عن خسارة الأسبوع الماضي. كان ميتاليك ودورادو ممثلي فرقةٍ من ثمانية فرقٍ تنافست في مباراة جانتليت لتحديدِ من سيحصل على فرصةِ المنافسة على بطولة الفرق الثنائية (دبليو دبليو إي) في وقتٍ لاحق. فازَ دولف زيجلر وروبرت رود بالمباراة فيما حلَّ فريقُ لوتشا هاوس في المركز الثالث ضمن ثماني فرقٍ أخرى. كان الظهور الرئيسي التالي للوتشا هاوس في الحادي والثلاثين من تشرين الأول/أكتوبر 2019 حيث شاركَ الفريق في مباراة فرق ثنائيّة في عرض كراون جول في المملكة العربية السعودية. كانَ الثنائي أول فريقٍ يُقصى من المباراة وذلك بعد أقلَّ من ستِّ دقائقٍ من دقِّ جرس الافتتاح.
نقلت العلامة التجاريّة راو في الحادي عشر من تشرين الأول/أكتوبر فريق لوتشا هاوس للعلامة التجاريّة الأخرى الناشطة في مجال المصارعة المحترفة سماكداون وذاك في إطارِ الشراكة بين العلامتين. كان ظهورُ الفريق الأول تحت العلامة التجارية سماكداون في الرابع والعشرين من تشرين الثاني/نوفمبر ،حيث شاركَ في مباراة أوليّة استعدادًا لعرض سرفايفر سيريس وكان الفريق الثاني الذي يُقصى من المباراة. انخرطَ لوتشا هاوس بارتي في آذار/مارس 2020 في بطولة دبليو دبليو إيسماكداون للفرق الثنائيّة حيث كان الفريقُ واحدًا من ستة فرقٍ تنافست فيما بينها في مباراة مبنى الإقصاء المدفوعة. على الرغم من أن الفريق لم يفز، فقد تمكّن أعضائه من أداء العديد من حركات الطيران عالية الخطورة وهو ما جعلهم متميّزين بما في ذلك المصارع المكسيكي ميتاليك. انتصر جران ميتاليك ولينس دورادا في الشهرِ التالي على أبطال فريق العلامات السابقين ذا ميز وجون موريسون في سماكدوون. أدى هذا الانتصار لترتيبِ مباراة جديدة من نوع مباراة فرقٍ رباعيّة في عرض ماني إن ذا بانك لعام 2020 بين لوتشا هاوس بارتي وميز وموريسون بالإضافة لفريقٍ ثالثٍ هو ذا نيو داي (بيج إي وكوفي كينغستون). فاز ميتاليك في حلقة سماكداون التي بُثَّت في الرابع والعشرين من تموز/يوليو في مباراة رباعية ليُصبح بذلك المنافس الأول على بطولة القارات، ومع ذلك فقد فشلَ في إكمال مشواره والتتويجِ بطلًا للقارات حينما هُزم على يدِ إيه جيه ستايلز في المباراة النهائيّة التي أُقيمت في الأسبوع التالي.

#### راو وإن إكس تي (2020 الآن)
عاد في تشرين الأول/أكتوبر 2020 المصارعانِ ميتاليك ودورادو للعلامة التجارية راو فيما بقي كاليستو مع العلامة التجاريّة سماكداون. ظهر ميتاليك ودورادو في حلقة الثلاثين من كانون الأول/ديسمبر من برنامج إن إكس تي حيث هزما فريق ليجادو ديل فانتاسما، ثم تحديا (وبخاصّة ميتاليك) بطل إن إكس تي سانتوس إسكوبار بعد المباراة. قُرّر تنظيمُ مباراةٍ بين الاثنينِ في عرضِ إن إكس تي: نيو ييرز إيفل (بالإنجليزية: NXT: New Year's Evil)‏ على لقبِ إن إكس تي. نجحَ إسكوبار في التغلّب على ميتاليك محافظًا بذلك على لقبه وحارمًا المكسيكي من أول لقبٍ له من هذه النوعيّة.

## أسلوب المصارعة
سواءً جسَّدَ المصاع المكسيكي دور ماسكارا دورادا أو دور ميتاليك أو جران ميتاليك (مع أن الأخيرانِ لم يختلفا كثيرًا)، فإنَّ ماسكارا معروفٌ بتقمصه لدور الشخصيّة التي تُحبّ ألا يُعرف عنها الكثير. يشتهرُ دورادا بأداء حركات خطرة من خلال الطيران والحركات الهوائيّة بل والقفز من العلوّ داخل أو خارج حلبة المصارعة. تُعرف واحدةٌ من حركاتهِ الخطرة باسمِ بريو ميتاليك (بالإنجليزية: Brillo Metalik)‏ وفيها يؤدّي شقلبة هوائيّة حيث يقفز من خلال الحبل ثم ينقلبُ حينما يقتربُ من الوصول للأرض ساقطًا بقوّة على خصمه على الحلبة. خلال الفترة التي قضاها في المكسيك، استخدم ميتاليك نوعًا مختلفًا من حركاتهِ الهوائيّة وهي الحركة التي عُرفت حينها باسمِ بريو دورادا (بالإنجليزية: Brillo Dorada)‏ حيث كان ينطلقُ من الحبل الثاني ويقفز من فوق مباشرة على خصمهِ الساقط في العادة على الأرض. يتميّزُ المصارع المكسيكي بأسلوبٍ معتادٍ من الحركات الهوائيّة ومع ذلك فحركتهُ القاضيّة ليس هوائيّة فعلًا بل هي حركةٌ معروفةٌ في عالم المصارعة ويُسمّيها هو ومصارعين آخرين رمزيًا اسم ساموان درايفر حيث يرفع خصمه على كتفيه قبل أن يُلقيه أرضًا بقوّة ثمّ يبدأُ عمليّة التثبيت.

## الحياة الشخصية
خلال مقابلة عام 2016 مع لوتشا وولد (بالإسبانية: Lucha World)‏، كشفَ ميتاليك أنه والد فتاتينِ صغيرتين. تعيشُ أسرته في جوادالاخارا، خاليسكو بالمكسيك ولديهِ أقارب يعيشون في لوس أنجلوس، كاليفورنيا بينما كان دورادا يعيش في مكسيكو سيتي. حصلَ المصارع المكسيكي المقنّع على ابنةٍ ثالثةٍ في الخامس من تشرين الثاني/نوفمبر 2018.
على جانبٍ آخرٍ وبصفته جران ميتاليك، ظهر المصارع المكسيكي في لعبة الفيديو المُسمَّاة دبليو دبليو إي تو كي 18، ومنذ ذلك الحين ظهر في دبليو دبليو إي تو كي 19، وكذا في دبليو دبليو إي تو كي 20.

## البطولات والإنجازات
- كونسيخو مونديال دي لوتشا ليبري
  - بطولة كونسيخو مونديال دي لوتشا ليبري للوزن الخفيف (مرة واحدة)[124]
  - بطولة كونسيخو مونديال دي لوتشا ليبري للفرق الثلاثيّة (مرتين)[125] - مع لا سومبرا ولا ماسكارا (1)[22] وميستيكو وفالينتي (1)[32]
  - بطولة كونسيخو مونديال دي لوتشا ليبري للوزن الخفيف (4 مرات)[24][126]
  - بطولة المكسيك للفرق الثلاثيّة (مرة واحدة) - مع مترو وستوكا جونيور.[127]
  - بطولة ناشيونال ريسلينج أليانس للوزن الخفيف (مرة واحدة)[128]
  - بطولة أوكسيدنت للوزن الثقيل (مرة واحدة)[129]
  - دورة كونسيخو مونديال دي لوتشا ليبري للفرق الثلاثيّة[130]
  - كونسيخو مونديال دي لوتشا ليبري تيرنيو ناشيونال - مع أتلانتس[131]
  - بطولة كونسيخو مونديال دي لوتشا ليبري العالميّة للوزن الخفيف[132]
  - تورنيو كورونا - مع لا سومبرا[133]
  - كونسيخو مونديال دي لوتشا ليبري تريو أوف ذا يير (2010) - مع لا سومبرا ولا ماسكارا[134]
- نيو جابان برو ريسلينج
  - بطولة فانتاستيكا مانيا للفرق الثنائيّة (2015) - مع أتلانتس[135]
- برو ريسلينج إليسترايتد
  - حلَّ في المرتبة رقم 130 ضمنَ أفضل 500 مصارع فردي في تصنيفِ برو ريسلينج إليسترايتد لعام 2018[136]
- دبليو دبليو إي
  - بطولة دبليو دبليو إي 24/7 ( مرة واحدة )[137][138]

## روابط خارجية
- ماسكارا دورادا على موقع IMDb (الإنجليزية)
- ماسكارا دورادا على موقع قاعدة بيانات الفيلم (الإنجليزية)
- ماسكارا دورادا على موقع دبليو دبليو إي (الإنجليزية)
- ماسكارا دورادا على موقع CageMatch worker (الإنجليزية)
- ماسكارا دورادا على موقع عالم المصارعة على الإنترنت (الإنجليزية)
- ماسكارا دورادا على موقع عالم المصارعة على الإنترنت (الإنجليزية)